# كمبولو
كمبولوأو مملكة كَمبولو : Gumbulo مملكة قديمة وعاصمتها (دور- ابيهار Dur-Abihar) شرق نهر دجلة وبدورها كانت ضحية الحملة العسكرية الأسَرحدونية التي شَنَّها آسرحدون عليها وعلى مملكة بيث دكوري .

## التاريخ
اشتهرت بمساندتها ملوك بابل ضد الآشوريين حيث ساندت مردوخ بلادان زعيم قبيلة بيث ياقين، وكانت تضم اربع مدن محصنة تمكن سرجون الثاني (721–705 ق.م.) إلى التوجه إليهم واقتحم مدنهم المحصنة وجعلها مقاطعة آشورية وذلك في أثناء غزوه للقبائل الكلدانية والآرامية التي ساندت مردوخ بلادن البابلي ، ومع ذلك بقيت في تمرد ضد السلطة حتى قام آشور بانيبال (668–627 ق.م.) بغزوها وقبض على ملكها واقتاده إلى نينوى وذبحه، ونقل أمراءهم الآخرين إلى أربيل وقتلهم ، حيث قطع ألسنتهم وسلخ جلودهم وهم أحياء.